# 史蒂芬·柯林斯
史蒂芬·柯林斯（英語：Stephen Weaver Collins，1947年10月1日—）是美國的一位演員、作家、導演、音樂人。他最著名的作品是在第七天堂中飾演Eric Camden角色。他還在星艦迷航記中飾演Captain Will Decker。